# LeToya (album)
Albums de LeToya Luckett
Lady Love
(2009)
Singles
1. Torn
Sortie : 21 mars 2006
2. She Don't
Sortie : 5 juillet 2006
3. Obvious
Sortie : 21 novembre 2006

LeToya est le premier album studio de la chanteuse américaine LeToya Luckett, sorti par Capitol Records le 25 juillet 2006 aux États-Unis. L'album a trois singles : Torn, She Don't et Obvious. Outre les singles sortis officiellement, le premier album de LeToya contient également les singles promo, U Got What I Need et All Eyes On Me. LeToya coécrit 10 des 14 pistes. L'enregistrement et la sortie de l'album ont suivi la dissolution des Destiny's Child.
L'album reçoit une réception positive de la plupart des critiques musicaux et il débute à la première place du Billboard 200 américain. Il est certifié disque de platine par la RIAA en décembre 2006.

## Histoire

### Production
LeToya a « mis en bouteille tant de choses, tant d'émotions, tant d'idées » qui sont accumulés depuis de nombreuses années dans le monde de la musique (comme elle indique dans la chanson Intro : « trop de choses à te dire »), avec des choses comme son licenciement des Destiny's Child, la déception avec le groupe Anjel et la recherche d'un contrat dans une maison de disques a apparemment fait d'elle une personne plus forte. Finalement avec une maison de disques, LeToya entre en studios et enregistre des chansons produites par de nombreux grands PDG, comme Dave Young, Scott Storch, Jermaine Dupri, Bryan Michael Cox, Diddy, Just Blaze, Johnta Austin, Jonathan "JR." Rotem, Mike City. Enfin près de deux ans à faire l'album pour le sortir, il devient avec surprise numéro un aux États-Unis.

### Ventes
LeToya débute à la première place du Billboard 200 américain avec 165 000 exemplaires vendues dans sa première place copies et à la première place du classement Billboard Top R&B/Hip-Hop Albums et devient la deuxième membre des Destiny's Child à atteindre cette position dans les classements SoundScan Mainstream  comme artiste solo. À ce jour, l'album s'est vendu à 529 000 exemplaires selon Nielsen Soundscan, et est certifié disque de platine par la RIAA.
Le premier single de l'album est U Got What I Need, avec un but non commercial, mais All Eyes on Me, le second single, est revendiqué comme son premier single « officiel », car c'est la première piste que la montre comme artiste solo. Torn, le premier single officiel de l'album est sorti en mars 2006 et devient rapidement un hit avec une haute diffusion, et manque de peu le top trente du Billboard Hot 100 américain en se plaçant à la 31e place mais néanmoins il devient un titre du top 40. Torn devient également un hit dans le Hot R&B/Hip-Hop Songs américain, en prenant la deuxième place. Il entre également dans le top vingt des classements Rhythmic Top 40 et Adult R'n'B. La même année, la chanson sort finalement dans le reste du monde, à savoir au Royaume-Uni, en Nouvelle-Zélande, et en Australie et devient un succès modéré dans le monde. Torn est un des plus grands succès de l'émission 106 & Park de BET. Il atteint la première place en onze jours et il y reste pendant 25 jours. Il reste dans le classement pendant 65 jours.

## Liste des pistes
1. Intro (G. Luckett, B. Pitre) : 0:56
2. U Got What I Need (L. Luckett, B. White, J. Smith, D. Young) : 3:44
  - Contient un échantillon de Walking In The Rain (With The One I Love) de Barry White.
3. So Special (T. Bishop, L. Luckett, T. Savage, D. Young) : 3:30
4. Torn (T. Bell, T. Bishop, L. Epstein, L. Luckett, D. Young) : 4:22
  - Contient un échantillon du classique de 1971 de The Stylistics You Are Everything.
5. What Love Can Do (K. Hilson, P. Medor, D. Nesmith, P. Smith) : 3:47
6. She Don't (Y. Davis, W. Millsap, C. Nelson, Lil Walt, ) :  4:04
  - Contient un échantillon de We Belong Together de The Spinners et des échantillons de Never Can Say Goodbye de The Jackson 5.
7. Tear Da Club Up (H-Town Version) (avec Bun B et Jazze Pha) (P. Alexander, B. Freeman, L. Luckett, K. Shelton, D. Young) : 3:49
8. All Eyes on Me (avec Paul Wall) (L. Luckett, J. Rotem, P. Slayton, D. Young) : 3:34
  - Contient un échantillon de Hey, Big Spender de Sweet Charity.
9. Hey Fella (avec Slim Thug) (H. Lang Jr., S. Thomas, D. Young) : 3:53
10. Gangsta Grillz (avec Mike Jones et Killa Kyleon) (T. Allen, S. Graham, M. Jones, L. Luckett, K. Riley, K. Shelton) : 3:50
11. Obvious (Bryan Michael Cox, L. Luckett, D. Young) : 3:55
  - Contient des interpolations de Break Hard, Dude de AC/DC et des échantillons de Maybe de Romeo.
12. I'm Good (L. Luckett, M. Riddick, Scott Storch, R. Waller) : 3:24
13. This Song (B. Cox, Jermaine Dupri, J. Austin) : 3:16
  - Contient des interpolations de Eddie, You Should Know Better  de Curtis Mayfield.
14. Outro (G. Curtis, G. Luckeet, L. Luckett, B. Pitre) : 1:37
  - Contient une interpolation de Just A Prayer de Yolanda Adams et un échantillon de P.Y.T. (Pretty Young Thing) de Michael Jackson de 1982.
15. Torn (So So Def Remix) (avec Mike Jones et Rick Ross) (T. Bell, T. Bishop, L. Epstein, L. Luckett, D. Young) : 4:35

| 16. | No More | 4:06 |

| 16. | A day in the life of LeToya (Un jour dans la vie de LeToya) (Vidéo Bonus) |  |
| 17. | Torn (Clip vidéo)                                                         |  |

| 16. | Torn (Clip vidéo)                |               |
| 17. | She Don't (Clip vidéo)           |               |
| 18. | Tournage spécial LeToya in Japan | environ 7 min |

## Crédits
- Producteurs exécutifs : Letoya Luckett, Carl "Mister C" Cole, Terry Ross, Executive Producer
- Mixage : Manny Marroquin, Dave Russell, Kevin "KD" Davis and Jean-Marie Horvat, Jermaine Dupri, Phil Tan
- A&R/Producteurs de l'album : Scott Storch, Jazze Pha, Dave Young, Just Blaze, Walter Milsap, Bryan-Michael Cox, Candice Childress, J. R. Rotem, Terry Allen, Teddy Bishop, Jermaine Dupri, Tha Corna Boys, Steve Prudholme
- Ingénieurs : Phil Tan, Danny Cheng, Walter Milsap, Terrence Cash, David Ashton, Ryan West, Tadd Mingo, Pierre Medor, Sam Thomas, Leslie Brathwaite, John Horesco IV, Tadd Mingo
- Management : Terry Ross, Pamela Luckett
- Marketing : Jermaine Dupri
- Opération A&R : Steve Prudholme, Josh Houghkirk, Jermaine Dupri
- Administration A&R : Jermaine Dupri
- Direction artistique : Eric Roinestad
- Design : Eric Roinestad
- Photographie : Dusan Reljin
- Contient les voix de : Bun B, Jazze Pha, Paul Wall, Slim Thug, Mike Jones, Killa Kyleon, Rick Ross

## Historique des sorties
| Pays        | Date              |
| ----------- | ----------------- |
| Japon       | 4 juillet 2006    |
| États-Unis  | 25 juillet 2006   |
| Canada      | 15 août 2006      |
| Australie   | 16 septembre 2006 |
| Royaume-Uni | 2 octobre 2006    |
| Porto Rico  | 24 décembre 2006  |

## Pistes restantes
- Somethin' 4 Ya (produit par Nisan) [Achat limité dans le temps sur iTunes]
- When I Get Around Him (produit par Teddy Bishop)
- Nothing For Me (produit par Mike City)
- Tear Da Club Up (Original Mix) (produit par Jazze Pha)
- Keep It So Real (avec et produit par Jazze Pha)
- The Truth
- No More

## Classements
| Classement (2006)                | Fournisseur                        | Meilleure position |
| -------------------------------- | ---------------------------------- | ------------------ |
| Canada                           | CRIA/Nielsen SoundScan             | 66                 |
| Japon                            | Oricon                             | 37                 |
| Royaume-Uni                      | BPI/The Official UK Charts Company | 57                 |
| Billboard 200                    | Billboard                          | 1                  |
| Billboard Top R&B/Hip-Hop Albums | Billboard                          | 1                  |

## Certifications
| Pays              | Certification | Unités certifiées |
| ----------------- | ------------- | ----------------- |
| États-Unis (RIAA) | Platine       | 1 000 000         |